# وینس مک‌من
وینسنت کندی «وینس» مک‌من (به انگلیسی: Vincent Kennedy "Vince" McMahon) مبلّغ کشتی حرفه‌ای، میلیاردر، مجری، مفسر، تهیه‌کننده، بازیگر و کشتی‌گیر حرفه‌ای آمریکایی است. او مدیر عامل اجرایی سابق و رئیس سابق کمپانی کشتی حرفه‌ای دبلیودبلیوئی می‌باشد که مقر آن در استمفورد، کانکتیکات است. ضمن به‌دست آوردن کشتی قهرمانی جهان(WCW) و کشتی قهرمانی افراطی(ECW)، دبلیو دبلیو ای که متعلق به مک من است تنها برنامه مهم کشتی حرفه‌ای است که همچنان باقی‌ماند (تا زمانی که Total Nonstop Action Wrestling و Ring of Honor در سطح کشور گسترش یافتند).
مک من با لقب مستر مک من(به انگلیسی: Mr. McMahon) در رینگ حاضر می‌شود که براساس شخصیت واقعی خودش می‌باشد. در دنیای دبلیودبلیوئی، او دو بار قهرمان سنگین‌وزن جهان شده که یک بار آن قهرمانی دبلیودبلیواِف و یک بار هم قهرمانی جهان در ای‌سی‌دابلیو بوده است. او همچنین مسابقه رویال رامبل سال ۱۹۹۹را برده است. وینس همسر لیندا مک‌من است که با او از زمان تأسیس دبلیودبلیوای در سال ۱۹۸۰ آن را اداره می‌کرد، تا سپتامبر سال ۲۰۰۹ که لیندا از مدیریت عامل اجرایی سازمان استعفا داد.

## اوایل زندگی
مک‌من در ۲۴ اوت سال ۱۹۴۵ در پینهورست، کارولینای شمالی متولد شد. پدرش وینسنت جیمز مک‌من، وقتی که وینس هنوز خردسال بود، خانواده را رها کرد. وینس تا ۱۲ سالگی‌اش پدر خود را ندیده بود. او بیشتر دوران کودکی‌اش را با مادر و سلسله‌ای از ناپدری‌ها گذراند. براساس یک مصاحبه، وینس در سال ۱۹۶۴ در مدرسهٔ نظامی فیشبورن در وانزبوروی ویرجینیا شرکت کرد و از آنجا فارغ‌التحصیل شد. مک‌من گفته که یکی از ناپدری‌هایش، یعنی لیو لاپتون، وقتی او می‌خواسته از مادرش حفاظت کند، به‌شدت مادرش را کتک می‌زده است. او گفته: «خیلی حیف شد که قبل از اینکه او را بکشم مُرد؛ این برایم لذت‌بخش می‌بود». مک‌من همچنین در اوایل زندگی‌اش بر خوانش‌پریشی غلبه کرده است.

## زندگی حرفه‌ای
فدراسیون جهانی کشتی: ۱۹۶۹–۷۹
مک‌من اولین بار در ۱۲ سالگی مبلّغ Capitol Wrestling Corporation که پدرش وینسنت جی. مک‌من بود را ملاقات کرد. در آن زمان، وینس علاقه‌مند شد که پا جای پای پدرش در کشتی حرفه‌ای بگذارد و به همین سبب اغلب پدرش را در سفرهایی که به مدیسن اسکوئر گاردن داشت همراهی می‌کرد. مک‌من می‌خواست کشتی‌گیر شود اما پدرش مخالفت می‌کرد؛ با این توضیح که یک مبلّغ نباید در رینگ حاضر شود و باید از کشتی‌گیرها فاصله خود را حفظ کند.
در سال ۱۹۶۸ مک‌من با مدرک تجارت و بازرگانی از دانشگاه East Carolina فارغ‌التحصیل شد و بعد از یک دوره کاری نامعین، او مشتاق بود که یک سمت مدیریتی در تبلیغ فدراسیون جهانی کشتی پدرش برعهده بگیرد اگرچه پدرش از این ایده پسرش مبنی بر ورود به کار استقبال چندانی نکرد. در سال ۱۹۶۹، مک‌من کارش را به عنوان یک گوینده حاضر در رینگ در برنامه WWWF All-Star Wrestling آغاز کرد. در سال ۱۹۷۱، او مسئول بخش کوچکی در ماین شد که اولین کار تبلیغی اش بود. او بعد از جایگزین شدن به جای رِی مورگان گوینده بازی به بازی شد؛ مسئولیتی که او تا سال ۱۹۹۷ معمولاً عهده‌دار بود.
طی دهه ۷۰، مک‌من به عضوی برجسته در سازمان پدرش تبدیل شد و در دهه بعد کارهای پدرش را در سه برابر کردن سندیکای تلویزیونی کمک می‌کرد. او بر تغییر نام سازمان به فدراسیون جهانی کشتی (دبلیودبلیواِف) پافشاری می‌کرد. مک‌من جوان همچنین بانی مسابقه بین محمدعلی کلی و آنتونیو اینوکی در سال ۱۹۷۶ بود. در سال ۱۹۷۹، وینس بعد از اثبات توانایی خود در مدیریت سازمان پدرش بعد از بازنشستگی او، مجموعه ورزشی کیِپ کُلد را خرید که در آن در کنار گویندگی مسابقات کشتی حرفه‌ای به گویندگی مسابقات هاکی و کنسرتها می‌پرداخت. در سال ۱۹۸۰، او رئیس کمپانی شد و تایتان اسپورتس هم به سازمان او پیوست؛ در سال ۱۹۸۲، مک‌من ۳۷ ساله مسئولیت سازمان کاپینتول رسلینگ تایتان را که از املاک پدرش بود (که در مه سال ۱۹۸۴ درگذشت) برعهده گرفت، ضمن اینکه خودش و همسرش لیندا مک‌من کنترل فدراسیون جهانی کشتی را در دست گرفتند.

## دهه ۸۰
در زمانی که وینس دبلیودبلیواِف را خریداری کرده بود، کشتی حرفه‌ای به‌صورتی بود که توسط دفاتر منطقه‌ای اداره می‌شد. مبلغان مختلف با هم به نوعی اجماع رسیده بودند که به قلمرو حرفه‌ای یکدیگر تعرض نکنند؛ کمااینکه این رویه دهه‌ها در جریان بود. مک من عقیده دیگری دربارهٔ آینده این صنعت داشت. در سال ۱۹۶۳، دبلیودبلیواِف از National Wrestling Alliance جدا شد که بخش حاکم بر تمام داراییهای منطقه‌ای کشور بود.
او با تبلیغ سازمانش در خارج از محدوده منطقه خود یعنی شمال غرب آمریکا و با بستن قرارداد با سازمان‌های دیگر مانند(American Wrestling Association(AWA شروع به گسترش سازمان خود کرد. در سال ۱۹۸۴، او هالک هوگان را استخدام کرد تا فوق ستاره کاریزماتیک جدید دبیودبیواِف شود و خیلی زود این دو بخاطر سفر به مناطق تحت پوشش رقبای خود و اجرای برنامه در آنجا باعث خشم سازمان‌های همتا شدند. با این حال، مک‌من (که در آن رمان هنوز هم به عنوان گوینده صدای اصلی سازمان بود) با نمایش دادن ستارگان پاپ در بین داستانهای مسابقات، The Rock 'n' Wrestling Connection را خلق کرد. در نتیجه دبلیودبلیواِف ضمن اینکه ام‌تی‌وی این مسابقات را به‌شدت در برنامه خود گنجانده بود، می‌توانست گستره هوادارانش را به عنوان بینندگان ملی جریان اصلی وسیع تر کند. در ۳۱ مارس ۱۹۸۵، او درحالی‌که که تصویرش سرتاسر آمریکا از CCTV پخش می‌شد برگزاری اولین رسلمانیا در مدیسون اسکوئر گاردن را تبلیغ کرد. رسلمانیا یک موفقیت بی چون و چرا بود. به همین سبب، دبلیودبلیواِف خیلی زود یک سروگردن بالاتر از رقبایش قرار گرفت و هالک هوگان هم به یک نماد و الگوی کامل در فرهنگ عام و برای کودکان بدل شد.
در سال‌های آخر دهه ۸۰، مک‌من دبلیودبلیواِف را به صورت یک برند بی‌مانند درآورد که توجه تمام اعضای خانواده‌ها را به خود جلب کرد که شاید قبلاً هیچ توجهی هم به کشتی حرفه‌ای نمی‌کردند. مک‌من با اداره کردن خط داستانی مسابقات پربیننده و تبلیغ این مسابقات زنده در شبکه‌های تلویزیونی غیررایگان(PPV)، جریان درآمد زای نوینی را در پخش تلویزیونی بنا نهاد؛ مفهومی که بعدها به‌طور کامل، برنامه‌سازی مسابقات ویژه در همه ورزشها را متحول ساخت و دبلیودبلیواِف را به یک امپراتوری چندین میلیون دلاری تبدیل کرد. در سال ۱۹۸۷، بنا به گزارشی مک‌من ۹۳۱۷۳ نفر از هواداران را برای رسلمانیای III به مجموعه پونتیاک سیلوردوم کشاند (که «بیشترین جمعیت حاضر در تاریخ برنامه‌های تفریحی ورزشی» نامیده شد)؛ رسلمانیایی که مسابقه اصلی اش بین هالک هوگان و آندره دِ جاینت برگزار شد.

## دهه ۹۰، عصر تغییر حالت
مک‌من بعد از سال‌ها تقلا در سایه کشتی قهرمانی جهان(WCW) که متعلق به تد ترنر بود، با ابداع تدابیر و برندی جدید که سرانجام دبلیودبلیواِف را به جایگاه برجسته خود بازگرداند موفق شد نام آن را به عنوان برترین برنامه کشتی در اواخر دهه ۹۰ تثبیت کند. مک‌من بعد از اینکه احساس کرد هواداران نسبت به برنامه اش عیب جویی می‌کنند، خط سیر داستانی مسابقاتش را به حالتی بزرگسالانه تر سوق داد. این مفهوم با عنوان "WWF Attitude" شناخته شد و مک‌ماهون با گرفتن عنوان قهرمانی دبلیودبلیواِف از برت هارت در سروایور سیریز که با نام گندزنی در مونترال معروف است این عصر جدید را آغاز کرد. مک‌من که سال‌ها مالکیت خود را بی‌اهمیت جلوه می‌داد و بیشتر به عنوان گوینده شناخته می‌شد، حالا با شخصیت منفی (هیل) آقای مک‌من(Mr. McMahon) وارد داستانهای مسابقات شده بود؛ شخصیتی که دشمنی تاریخی را با استون کُلد استیو آستین آغاز کرد، چرا که آستین می‌خواست ریاست مک‌من را زیر سؤال ببرد. در نتیجه، دبلیودبلیواِف ناگهان خود را در محبوبیت نزد فرهنگ عام دید که میلیون‌ها بیننده تلویزیونی را به دیدن مسابقات هفتگی راو می‌کشاند و بالاترین رتبه‌ها را در بین برنامه‌های تلویزیونی کابلی به‌دست می‌آورد.
دیگر قراردادهای کاری
در اوایل دهه ۸۰، مک‌من مدت کوتاهی به تبلیغات برای هاکی روی یخ در South Yarmouth ایالت ماساچوست پرداخت. بازیکنان او با نام Cape Cod Buccaneers در ورزشگاه Cape Cod Coliseum بازی می‌کردند و اعضای بنیان‌گذار لیگ هاکی Atlantic Coast محسوب می‌شدند..

## کشتی حرفه‌ای

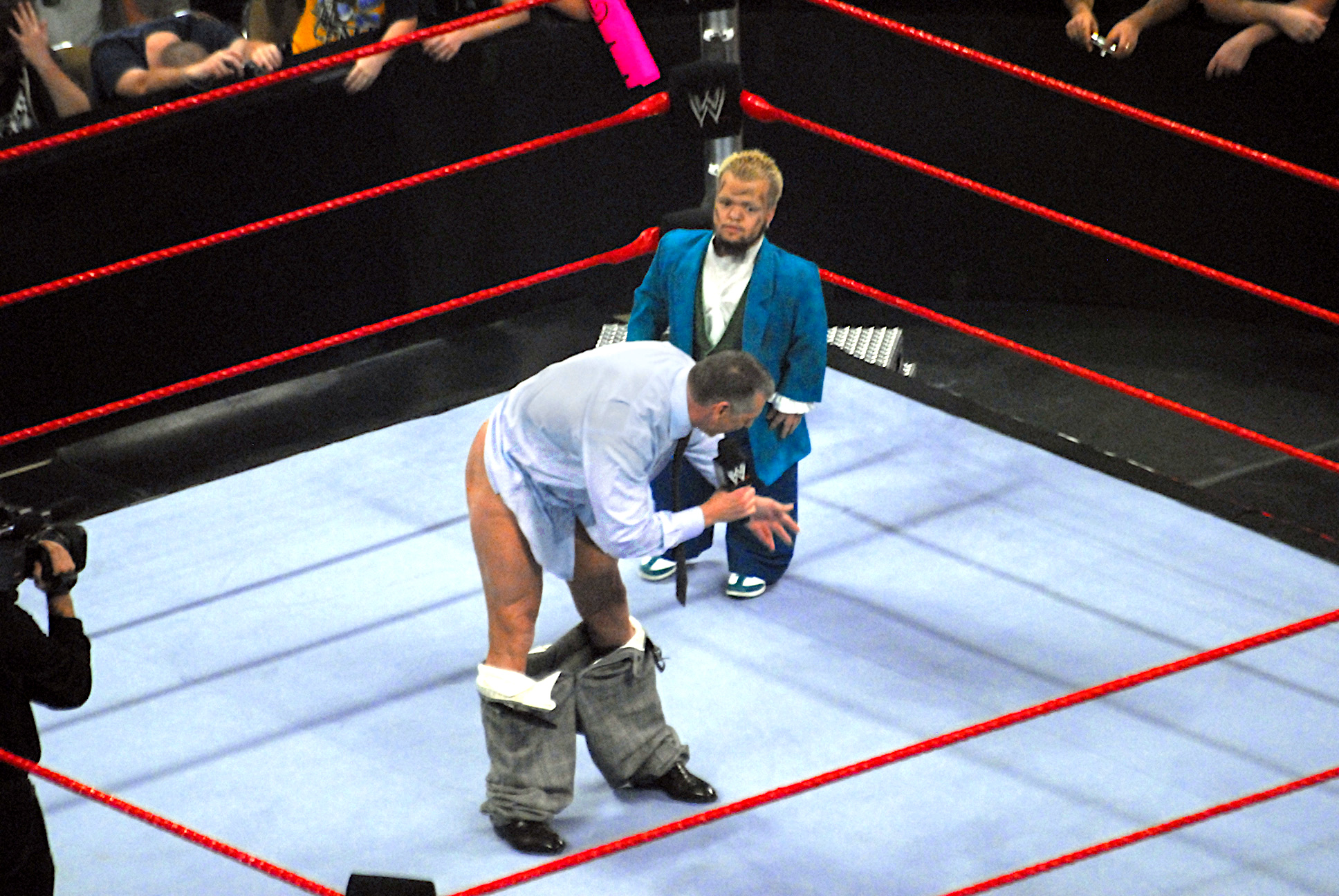
مک ماهون در حال اعمال «عشق سخت» به پسر حرامزاده خود، هورنسواگل است.

مِستر مک‌من نامی است که وینس در صحنه رینگ با آن حضور میابد که شخصیتیست خودپسند و سهل انگار. این شخصیت بخاطر نفرتی شکل گرفت که طرفداران کشتی بعد از گندزنی در مونترال در سروایوِر سیریز سال ۱۹۹۷ نسبت به وی پیدا کرده بودند.
چندین حالت دیگر هم اجزای جدانشدنی شخصیت مک‌ماهون شدند از جمله عبارت «تو اخراجی!»(به انگلیسی: You're Fired) که با صدای گرفته و خشن از ته حنجره گفته می‌شد و قدم قدرتمندانه(به انگلیسی: Powerwalk)—که نوعی قدم زدن اغراق‌آمیز به سوی رینگ همراه با چرخش بازوها و حرکت دادن سریع سر از سمتی به سمت دیگر در حالتی مغرورانه بود. بنا به گفته جیم کورنت، وینس این حرکت را از یکی از کشتی‌گیرهای مورد علاقه اش در دوران کودکی به نام Dr. Jerry Graham الگو گرفته است. با این حال، The Fabulous Moolah در خودزندگینامه‌اش ادعا می‌کند که این حرکت او از Nature Boy Buddy Rogers برگرفته شده است.

## گزارشگر (۱۹۷۱–۱۹۹۷)
پیش از تحول شخصیت در رینگ وی، مک‌من یک گزارشگر بود. درحالی‌که خارج از برنامه‌های WWF، او خود را علناً مالک کمپانی می‌نامید اما در برنامه‌های خود کمپانی در اواسط دهه ۹۰ این یک موضوع بیان نشده بود.

## مِستر مک‌ماهون (۱۹۹۷)
طی سال ۱۹۹۶ و اوایل سال ۱۹۹۷، که مک‌ماهون گزارشگری مسابقات را انجام می‌داد، با مالک دبلیودبلیواِف آشنا شد و توسط او معرفی شد. در ۲۳ سپتامبر ۱۹۹۶، جیم راس در ماندی نایت راو، مک‌ماهون را نه یک گزارشگر بلکه مسئول تمام اتفاقات کمپانی اعلام کرد. به تبع آن، استیو آستین در راو ۲۳ اکتبر، رئیس وقت کمپانی گُریلا مانسون را «فقط یک بازیچه» خطاب کرد و مک‌ماهون را فرد همه‌کاره پشت پرده دانست. ۱۷ مارس 1997 WWF Raw is War را آغاز شکل‌گیری شخصیت مستر مک‌ماهون می‌دانند؛ جاییکه برت هارت در یک مسابقه قفس فولادین برای قهرمانی دبیودبیواِف به سایکو سید باخت و بعد از آن سخنان بسیار تندی علیه مک‌ماهون و مدیریت کمپانی بر زبان آورد. بعدتر مک‌ماهون خواست با او مصاحبه کند اما هارت به او حمله کرد؛ مک‌ماهون زود خودش را مرتب کرد و بعد شروع به دشنام دهی به هارت شد تا اینکه راس و لالِر او را آرام کردند.
در اولین راو پخش شده از مدیسون اسکوئر گاردن، اوون هارت، برادر برت هارت مشغول صحبت در رینگ بود که آستین با پنج نفر پلیس وارد میدان شد؛ آستین ناگهان شروع به حمله به پلیس‌ها شد؛ مک‌ماهون با دیدن این وارد میدان شد تا اعلام کند آستین بخاطر آسیب دیدگی نمی‌تواند مسابقه بدهد (آستین بخاطر ضربه اوون هارت در سامراِسلم از ناحیه گردن دچار شکستگی شده بود) که ناگهان آستین به مک‌ماهون فن تام‌کننده خودش یعنی «اِستُن کُلد اِستانِر» زد و مک‌ماهون را شوکه کرد. این آغاز درگیری مشهور آستین-مک‌ماهون بود.
برت هارت در مسابقه اصلی سروایور سیریز سال ۱۹۹۷ از کمربند WWF خود در برابر دشمن قدیم‌اش شان مایکلز دفاع کرد. در ماه‌های پیش از سروایور سیریز، مک‌ماهون وارد دشمنی با هارت شده بود. مایکلز در مسابقه خود با هارت فن خود هارت یعنی The Sharpshooter را اجرا کرد ولی هارت تسلیم نشد تا اینکه مک‌ماهون وارد قضیه شد و داور را وادار کرد تا زنگ را به صدا دربیاورد و مایکلز را برنده اعلام کند و به هارت گند بزند؛ این اولین بار در پخش برنامه‌های دبیودبیوئی بود که مک‌ماهون به چهره منفی(به انگلیسی: Heel) تبدیل می‌شد. این واقعه بعدتر به «گندزنی مونترال»(به انگلیسی: Montreal Screwjob) معروف شد. بعد از این مک‌ماهون دیگر گزارشگری نکرد (جیم راس را جایگزین خود کرد) و به عنوان چهره منفی یعنی مستر مک‌ماهون، کارش را آغاز کرد.

## دشمنی با استیو آستین (۱۹۹۷–۱۹۹۹)
در دسامبر ۱۹۹۷ و در برنامه راو جنگ است که شب بعد از پی-پر-ویو D-Generation X: In Your House برگزار شد، مک‌ماهون دربارهٔ اخلاق نامناسب استیو آستین صحبت کرد مانند حمله آستین به مسئولان کمپانی مانند اِسلاوتر و گویندگان مانند راس و خود مک‌ماهون .. مک‌ماهون از او خواست تا در یک مسابقه مجدد از کمربند بین قاره‌ای خودش در برابر د راک دفاع کند. همانند مسابقه قبلش مقابل راک، استیو آستین از وانت خودش مقابل د راک و گروه Nation of Domination استفاده کرد. آستین تصمیم گرفت کمربندش را به راک بدهد ولی ناگهان به راک، فن تمام‌کننده یعنی «اِستُن کُلد اِستانِر» زد و مک‌ماهون را از رینگ به بیرون پرتاب کرد.
در ۳۰ مارس در برنامه راو جنگ است، بعد از اینکه استیو آستین برنده کمربند WWF در رسلمانیا XIV شد، مک‌ماهون کمربند با شکل جدید را به او داد و در عین حال به او هشدار داد که نباید به طبیعت سرکش خود بازنگردد. در آوریل ۱۹۹۸، قرار شد تا آستین و مک‌ماهون در یک مبارزه واقعی، اختلافات را در رینگ حل کنند که با دخالت دود لاو، این مبارزه بدون برنده تمام شد؛ این نخستین بار بعد از ۱۰ ژوئن ۱۹۹۶ بود که راو نمره‌ای بیشتر از WCW Monday Nitro به‌دست می‌آورد. این منجر به مسابقه‌ای بین لاو و آستین در Unforgiven شد که مک‌ماهون هم در آن در کنار رینگ حضور داشت. لاو با تسلیم پیروز شد (ولی صاحب کمربند عوض نشد) وقتی آستین با صندلی به مک‌ماهون ضربه زد. مسابقه مجددی در In Your House: Over The Edge بین آن‌دو برگزار شد که علی‌رغم داور بودن مک‌ماهون و حضور «دست‌نشانده‌های اداری» وی یعنی جرالد بریسکو و پت پترسون به عنوان زمان‌نگه‌دار و اعلام‌کننده رینگ، آستین کمربندش را حفظ کرد.
در پاییز ۱۹۹۸ مِستر که دیگر از آستین «حالش بهم می‌خورد و ازش خسته شده» (عبارتی که بسیار از آن استفاده می‌کرد:Damn) بود اعلام کرد که «نقشه‌ای استادانه» کشیده تا کمربند قهرمانی را از آستین بگیرد. مک‌ماهون با کمک برادران ویرانی یک مسابقه تریپل ترت برای کمربند دبیودبیواِف در Breakdown ترتیب داد که آندرتیکر و کین فقط با پین کردن آستین می‌توانستند قهرمان شوند. در بریک‌داون بعد از پین شدن هم‌زمان توسط آندرتیکر و کین، کمربندش را از دست داد. با اینحال، قهرمان جدیدی معرفی نشد. شب بعد در Raw Is War مک‌ماهون تصمیم داشت تا از آندرتیکر و کین یکی را به عنوان قهرمان جدید معرفی کند؛ او اظهار داشت که هردو آن‌ها سزاوار قهرمانی بودند. اینجا بود که استیو آستین با یک Zamboni وارد صحنه شد و به مک‌ماهون حمله کرد و سپس توسط افسران پلیس دستگیر شد. مک‌ماهون که دید آندرتیکر و کین از او دفاع نکردند هیچ‌کدام را به عنوان قهرمان معرفی نکرد ولی تصمیم گرفت مسابقه‌ای بین تیکر و کین با داوری افتخاری آستین در Judgment Day برگزار شود. در همین لحظه مک‌ماهون پشت سر تیکر و کین با اشاره دست داشت بی‌احترامی می‌کرد که کین و تیکر آن را دیدند و به او حمله کردند که مچ پایش آسیب دید. وقتی مستر مک‌ماهون در بیمارستان بود آستین در لباس مبدل پزشک وارد شد و ناگهان به او حمله‌ور شد و با ظرف فلزی به سر مک‌ماهون کوبید و به مچ پایش ضربه زد و به او شوک الکتریکی وارد کرد و درحالی‌که مک‌ماهون از درد شیون می‌کرد، آستین یک آمپول را در باسن مک‌ماهون فروکرد. در جاجمنت دی هم قهرمان مشخص نشد چون آستین هردو آندرتیکر و کین را با صندلی زد و خود را قهرمان معرفی کرد. مک‌ماهون تورنمنتی ۱۴ نفره برای قهرمانی کمربند دبیودبیواِف در سروایور سریز ترتیب داد و نامش را بازیهای مرگبار گذاشت. او مطمئن شد که مَن‌کایند به فینال برسد چرا که مَن‌کایند در بیمارستان به عیادت او آمده بود. مک‌ماهون همچنین WWE Hardcore Championship را بخاطر شهرت مَن‌کایند به مسابقات هاردکور به او اعطا کرد. مک‌ماهون در مسابقات بازی‌های مرگبار به مَن‌کایند کمک کرد تا به فینال برسد. در بُرهه‌ای، د راک به مک‌ماهون توجه زیادی می‌کرد. اینجا بود که مک‌ماهون بعد از یک «گند زنی» دیگر اینبار به مَن‌کایند پشت کرد و د راک، من‌کایند را در حالت سابمیشن قرار داد ولی او تسلیم نشد؛ با اینحال مک‌ماهون به داور دستور داد تا زنگ را به صدا در بیاورد و بدین ترتیب بود که د راک قهرمان جدید دبیودبیواِف شود. سال قبل از آن هم مک‌ماهون در گند زنی مونتریال این بلا را بر سر برِت «دِ هیت‌مَن» هارت آورده بود. در این زمان مک‌ماهون از د راک به عنوان «قهرمان کمپانی» یاد کرد و به این ترتیب گروه «شرکت» یا «کمپانی» یا Corporation را تشکیل داد که شامل خودش، پسرش و د راک بود (گروهی مثل گروه رؤسا یا Authority که در سال ۲۰۱۴ منحل شد و سردستگانش، تریپل اچ و استفنی مک‌ماهون بودند). در Rock Bottom: In Your House د راک با حرکت مخصوص من‌کایند یعنی پنجه در آرواره(Mandible Claw) بیهوش شد و بدین ترتیب من‌کایند قهرمان جدید دبیودبیواِف شد؛ ولی باز هم مک‌ماهون «گند زنی» کرد و کمربند را به شخص منتخب خودش داد یعنی د راک (که در آن زمان یک A-Kisser بود). مک‌ماهون در راو ۱۱ ژانویه ۱۹۹۹ در یک مسابقه "Corporate Rumble" به عنوان شرکت‌کننده از پیش تعیین نشده شرکت کرد که توسط چاینا به بیرون انداخته شد.

## زندگی شخصی

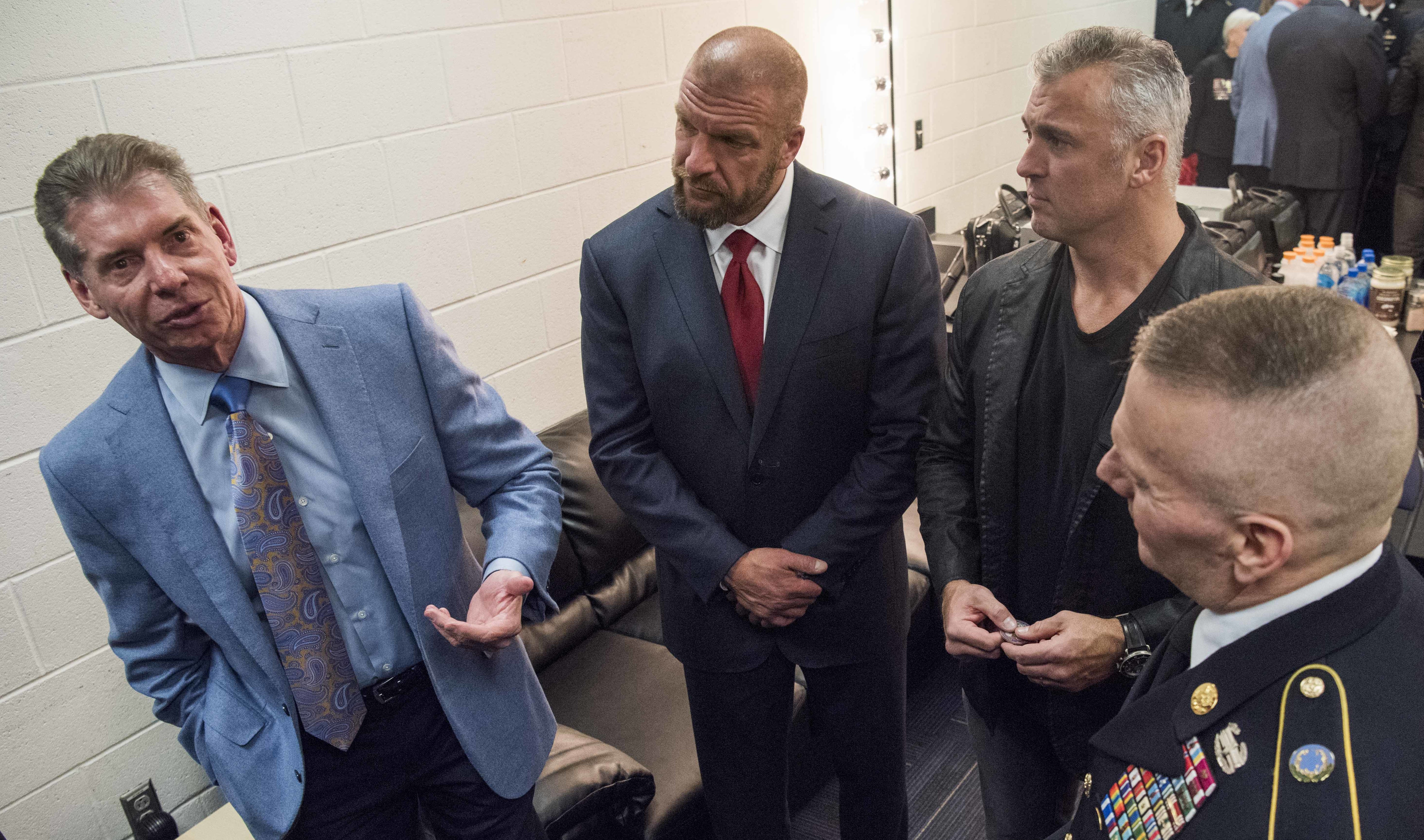
وینس مک‌من، داماد و پسرش شین مک‌ماهون.

مک‌من در ۲۶ اوت ۱۹۶۶ در نیو برن، کارولینای شمالی با لیندا مک‌ماهون ازدواج کرد. این دو وقتی لیندا ۱۳ و وینس ۱۶ ساله بودند در کلیسا یکدیگر را برای نخستین بار دیدند. لیندا در کابینهٔ دونالد ترامپ رئیس سازمان کسب‌وکارهای کوچک بود. این دو دو فرزند دارند شین مک‌ماهون و استفانی مک‌ماهون و شش نوه. تریپل اچ داماد آن‌ها و شوهر استفانی است.

## تأسیس آلفا اینترتینمنت
مک من درسال ۲۰۱۷ یک شرکت تحت عنوان آلفا اینتر تینمنت تأسیس کرد که درحوزه‌های ورزشی فعالیت می‌کند. درهمین سالها مجله فوربز ثروت مکمن را ۳ میلیارد دلار اعلام کرد و بعد از چندی ثروت او کاهش یافت. شرکت آلفا اینترتینمنت مالک یک المپیاد ورزشی فوتبال می‌باشد که ایکس.اف.ال نام دارد. در پی همه‌گیری ویروس کرونا و ورشکستگی ایکس. اف. ال دواین جانسون بازیگر و کشتی کج کار سابق آن را به مبلغ ۱۵ میلیون دلار خریداری کرد.